# Васил Манов (общественик)
Вижте пояснителната страница за други личности с името Васил Манов.
Васил Манов е български общественик и политик от Банско.

## Биография
Роден е в Банско, тогава в Османската империя, днес България. Влиза в политиката и става кмет на Добринище. Заема поста в периода 1934 - 1938 година. След това е кмет на родния си град от 1939 до 1940 година. Назначен е за помощник-кмет на Силистра в 1940 година като изпитан административен кадър, веднага след освобождението на града. Манов е околийски управител на Неврокоп в периода 1941 - 1944 година. След Деветосептемврийския преврат е съден от новата комунистическа власт, а имуществото му е конфискувано.